# Саланчик
Саланчи́к (рос. Саланчик, чув. Саланчăк) — селище у складі Шумерлинського району Чувашії, Росія. Входить до складу Магарінського сільського поселення.
Населення — 493 особи (2010; 572 у 2002).
Національний склад:
- чуваші — 76 %